# Белле, Андрей Юрьевич
Андре́й Ю́рьевич Белле́ (13 августа 1957, Минск) — российский художник.

## Биография
Андрей Юрьевич Белле родился в семье физиков 13 августа 1957 года в Минске. Учился в Ленинграде, окончил школу с французским уклоном и художественную школу. В 1977 году Белле поступил в ЛВХПУ им. В. И. Мухиной, которое окончил в 1983 году. С 1985 года, продолжая собственные изыскания в художественном творчестве, Белле начал активную деятельность в артистической жизни города.

## Творчество
Работы Белле, написанные, в основном под влиянием французского импрессионизма, выставлялись на первом биеннале современного искусства.
С 1990 Андрей Белле начал работать с группой Митьки, с которой участвовал в показах «Митьки» в Гавани, в музее истории Ленинграда, а также в музеях городов Выборг, Томск, Самара, Вильнюс и др.
Помимо работы в группе, Белле продолжал поиски собственного стиля в живописном мастерстве и выставлял плоды своего творчества за рубежом (Канада, Торонто — галерея «Москоу арт галлери»; США, Вашингтон — «Грегори галлери»).
В 1991—1992 годах Андрей Белле выставлял свои работы на ежегодных показах живописи в Центральном выставочном зале петербургского манежа, в музее Сен-Жан города Брюгге в Бельгии на выставке «Современное искусство Петербурга» и на второй биеннале современного искусства.
Постепенно Андрей Белле отходил от выставок в группе, с целью развить собственное понимание живописной задачи, основываясь лишь на своих чувствах, независимых от чужих суждений. Белле начинает активно применять коллаж в живописи и графике, начинает использовать вместо холстов старые доски, материал более благородный и долговечный, чем холст.
В 1994 году Белле участвует в акции под названием «Нет войне» немецкого художника ХА Шульта. Акция прошла на Дворцовой площади Санкт-Петербурга, где, по задумке авторов, два танка Т-80 (белый и чёрный) разрывали восьмиметровое слово «Война». Акция транслировалась всеми мировыми телеканалами в прямом эфире и вызвала большой резонанс среди зрителей.
На персональной выставке Белле под названием «Ностальгия» (1995—1996 гг, петербургская галерея «Палитра») можно было увидеть уже хорошо сформированный стиль художника и, пожалуй, важнейшая тема его творчества. Тема Времени и связи времен. С помощью особых фактур и живописных приемов, Белле как бы приглашает своих зрителей в путешествие в разные эпохи и знакомит их с природой, запахом и другими реалиями тех времен в той мере, в какой это вообще возможно.
Размышления о времени развиваются и далее в совместных выставках с Андреем Макаревичем, его старым другом и соратником по искусству (выставка "Анатомия памяти"и др.)
На выставке мастер-класса в Вильнюсе в 1997 году Андрей Белле представил ряд полотен, а также провел художественную акцию по проектированию и установке на площади города Молетай монумента, символизирующего единение деятелей искусства всего мира. C этого года, после успешной презентации на Aрт Манеже в Москве, Белле начинает свою работу в Центральном доме художника на Крымском валу, где в 1998 году он проводит персональную выставку «Сам себе один», в которой, показывая направление выбранного им пути в искусстве, Андрей также объясняет своё нежелание принадлежать к каким бы то ни было творческим союзам и организациям, так или иначе влияющим на художника.
Выставка «Три Б», организованная в 1999 году в Лондоне, послужила началом для серии персональных выставок во Франции (Ницца, «Original Gallery», 2000 год) и Англии (Лондон, «Indar Pasricha Fine Arts», 2001 г., «Amadeus Gallery», 2002 г.). Выставка «Эротические объекты», которая проходит также в Ницце, раскрывает Андрея Белле как тонкого ценителя женской красоты и грациозной пластики женского тела.
В 2003 году, в Петербурге, в рамках проекта «Мастер-класс» под руководством М. Б. Пиотровского, Андрею Белле было присвоено звание «Мастер».
С 2001 года Белле стал сотрудничать с галереей «Арслонга». С ней же художник экспонировался на Арт Манежах Москвы и Петербурга, а также на выставках современного искусства.
В 2005 году Андрей Белле, наряду с художниками мира, участвовал в крупнейшей благотворительной арт акции «Парад коров», проходившей под эгидой аукционного дома «Сотбис». Все деньги, собранные с помощью этого проекта, были направлены на нужды детских учреждений, домов и больниц.
Персональная выставка Андрея Белле под названием «Впечатление свободы…» состоялась в сентябре 2006 года. Выставка проходила в музее истории Санкт-Петербурга в Петропавловской крепости, в Невской куртине. Здесь на суд зрителей были представлены работы последних пяти-семи лет, как новых, так и собранных из различных коллекций и собраний. В целом, работы, представленные на выставке, отражали мысли и переживания автора касательно его наблюдений в области «памяти вещей» и экспериментов по расшифровке информации, заключенной, по убеждению автора, в любом предмете и событии окружающего нас мира.
В начале 2007 года Андрей Белле принял участие в благотворительном аукционе Петербургского фонда «Милость» в поддержку больных детей России. В этом же году, указом президента РФ, Белле наградили медалью ордена «За заслуги перед Отечеством» II степени.

## Дизайн художника
Андрей Белле оформил компакт-диски группы «Машина времени» «Картонные крылья любви» (1996), Андрея Макаревича «Песни, которые я люблю» (1996), «Женский альбом» (1998), Песни Окуджавы (2000), альбом «И. Т. Д.» (2001), и другие. А также диски Жана Татляна «Ночной дилижанс», «Русский блюз» (2001).

## Выставки

### Персональные выставки
- 1992 — Галерея «Борей», Санкт-Петербург, Россия
- 1993 — «L-клуб», Москва, Россия
- 1994 — Галерея «Палитра», Санкт-Петербург, Россия
- 1995 — «Ностальгия», галерея «Палитра», Санкт-Петербург, Россия
- 1998 — «Сам себе один», Галерея Аллы Булянской, ЦДХ, Москва, Россия
- 2000 — Галерея «Original gallery», Ницца, Франция
- 2001 — Частная галерея «Indar Pasricha Fine Arts», Лондон, Англия
- 2001 — АРТ-МАНЕЖ, ЦВЗ «Манеж», Москва, Россия
- 2002 — Национальный музей, Вилльфранш сюр мэр, Франция
- 2002 — «Amadeus gallery», Лондон, Англия
- 2002 — Выставка «Эротические объекты», Ницца, Франция
- 2006 — «Впечатление свободы», Государственный музей истории города, Санкт-Петербург, Россия
- 2008 — «Анатомия памяти», Третьяковская галерея, Москва; Русский музей, СПб, Россия (совместный творческий проект Андрея Макаревича и Андрея Белле)
- 2009 — Выставка «Андрей Белле, фотографии…», Пушкинский Музей. Мойка 12 , Санкт-Петербург, Россия

### Основные выставки
- 1988, 1989 — «Современное искусство Ленинграда», ЦВЗ «Манеж», Ленинград, Россия
- 1989 — «Moscow art gallery», Торонто, Канада
- 1988, 1989, 1991, 1992, 1994, 1996, 1997 — «Петербург», ЦВЗ «Манеж», Санкт-Петербург, Россия
- 1990 — I Биеннале современного искусства, Гавань, Ленинград, Россия
- 1991 — «Митьки в Москве», Дворец Молодежи, Москва, Россия
- 1991 — «Город», ЦВЗ «Манеж», Ленинград, Россия
- 1991—1993 — «Gregory gallery», Вашингтон, США
- 1992 — II Биеннале современного искусства, Выставочный зал Союза художников России на Охте, Санкт-Петербург, Россия.
- Галерея «Аничков мост», дворец Белосельских-Белозерских, Санкт-Петербург, Россия.
- «Гардероп», ЦВЗ «Манеж», Санкт-Петербург, Россия.
- «Митьки в Минске», ЦДХ, Минск, Белоруссия.
- «Современное искусство Санкт-Петербурга», Центр Искусств «Sint-Jan», Брюгге, Бельгия
- 1994—2001 — «Узкий круг друзей», галерея «Палитра», Санкт-Петербург, Россия
- 1994, 1995 — «Мастер-класс», Союз Художников, Санкт-Петербург, Россия
- 1994 — III Биеннале современного искусства, ЦВЗ «Манеж», Санкт-Петербург, Россия
- 1997—1999 — «Арт-Салон», ЦВЗ «Манеж», Москва, Россия
- 1998 — «Арт-Манеж», ЦВЗ «Манеж», Москва
- 1999 — Выставка «Три Б», Лондон, Англия
- 2000 — «Рождество 2000», галерея «Палитра», Санкт-Петербург, Россия
- С 2000 работает с галереей «ARS LONGA», экспонируется с ней на арт — манежах Москвы и Петербурга, а также на биеннале современного искусства (выставки в ЦВЗ «Манеж», Москва; ЦДХ, Москва; «Инфопространство», Москва; ЛФК «ЦСКА», Москва; ЦВЗ «Манеж», Санкт-Петербург)
- 2001 — А. Белле, Л. Казбеков, К. Чмутин. Культурный центр ГлавУпДК при МИД России, Москва, Россия
- 2002 — «Листья. Травы. Дерева», совместная выставка с галереей «Zero» ЦДХ, Москва, Россия

## Награды
В 2007 году Андрей Белле был награждён Указом Президента РФ медалью ордена «За заслуги перед Отечеством» II степени.